# Amara diaphana
Amara (Ammoxena) diaphana – gatunek chrząszcza z  rodziny biegaczowatych i podrodziny Pterostichinae. Jedyny znany przedstawiciel monotypowego podrodzaju Amara (Ammoxena).

## Taksonomia
Takson został opisany w 1894 roku przez Tichona Siergiejewicza Cziczerina.

## Występowanie
Gatunek ten zamieszkuje Mołdawię, Ukrainę, Kazachstan i południową Rosję.